# NGC 77
NGC 77 è una vasta e debole galassia lenticolare, situata nella costellazione della Balena.
La galassia è stata scoperta il 1 luglio 1886 dall'astronomo statunitense Frank Muller. La sua distanza dal nostro sistema solare è stimata in circa 780 milioni di anni luce.
Ha una magnitudine apparente di 14,8 e una dimensione di circa 360.000 anni luce.